# Arnhem
Arnhem (německy a často i česky Arnheim [arnhaim]) je hlavním městem nizozemské provincie Gelderland. Leží na Nederrijnu, severním rameni řeky Rýn. Do historie se zapsalo jako dějiště operace Market Garden. Dopravně je unikátní svým trolejbusovým systémem.

## Historie
První písemné zmínky o Arnhemu pocházejí z roku 893, název získalo podle hojně se vyskytujících orlů. Městská práva sídlo obdrželo v roce 1233. Na konci 16. století se město přidalo k Utrechtské unii a následně se stalo součástí Republiky spojených nizozemských provincií. V letech 1672–74 a 1795–1813 byl Arnhem okupován francouzskými jednotkami.
Začátkem 19. století bylo zbouráno opevnění, čímž byl umožněn územní rozvoj města.

### Druhá světová válka
Město bylo významně poškozeno za druhé světové války, kdy se v něm a jeho okolí odehrávala během září 1944 bitva o Arnhem, část operace Market Garden. Britská 1. výsadková divize, později podpořená 1. polskou parašutistickou brigádou, měla za úkol zmocnit se tří mostů a udržet je do příjezdů spojeneckých jednotek od jihu. Klíčovým se stal silniční most v Arnhemu, jehož severní konec obsadili vojáci vedení Johnem Frostem, pozemní spojenecké jednotky však nedorazily podle plánu a most nebylo možno proti dobře vyzbrojeným německým pancéřovým divizím udržet. Pro polské parašutisty to byl kotel smrti, jatka.
K druhé bitvě o Arnhem došlo v dubnu 1945, kdy byl osvobozen kanadskými jednotkami.

### Druhá polovina 20. století
V roce 1980 se v Arnhemu konaly Letní paralympijské hry.

## Obyvatelstvo
Město má v současnosti 146 095 obyvatel (k 1. květnu 2009), dva roky předtím čítalo 142 634 obyvatel (k 1. lednu 2007).

## Pamětihodnosti

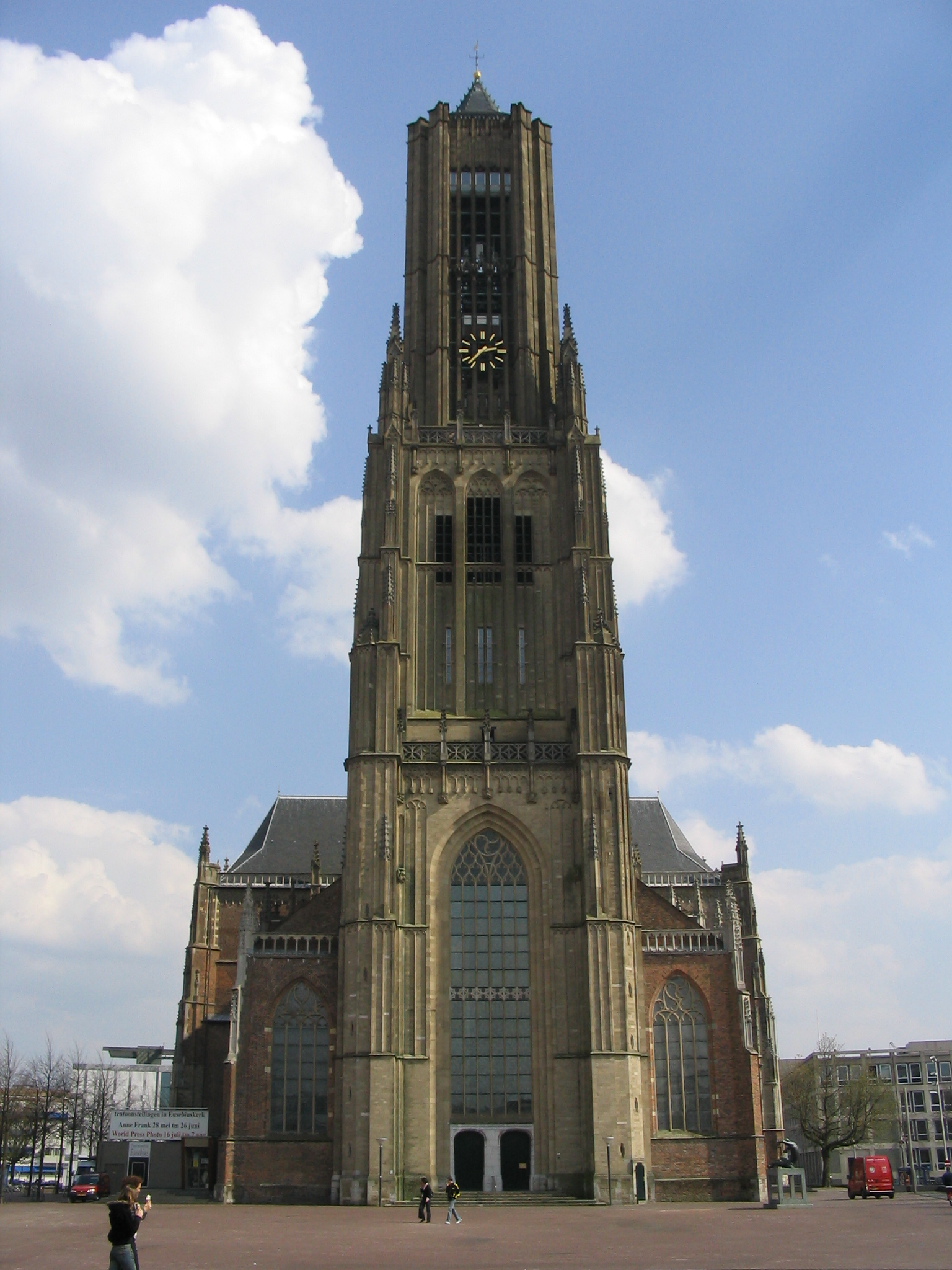
Kostel sv. Eusebia

Ve středu města se nachází kostel sv. Eusebia (Groote Kerk), vystavěný v letech 1452–1560. Jeho věž, značně poškozená za druhé světové války, byla po rekonstrukci znovu otevřena roku 1964.
V parku na severním předměstí je umístěn skanzen nazvaný Muzeum národního dědictví (Nederlands Openluchtmuseum), který zahrnuje obytné domy, hospodářská stavení a továrny z různých částí Nizozemí.
Místní zoologická zahrada je jednou z nejnavštěvovanějších v zemi.
Muzeum věnované operaci Market Garden (Airborne Museum) je zřízeno v budově hotelu Hartenstein na západním předměstí Oosterbeek. Na vojenském hřbitově na témže předměstí jsou pohřbeny oběti tehdejších bojů. Další památník věnovaný bitvě o Arnhem byl vybudován přímo u mostu, který byl na počest velitele jednotky, která ho hájila, přejmenován na Most Johna Frosta.

## Doprava

### Železnice
Hlavní železniční nádraží slouží jak pro vnitrostátní (přímé spojení s Utrechtem a Nijmegenem, tak pro mezinárodní dopravu (spojení do německého Düsseldorfu a dále na východ). Kromě toho se zde nacházejí tři další stanice.

### Trolejbusy
Trolejbusový systém dopravy v Arnhemu, který je provozován od roku 1949, je v rámci Nizozemska unikátem.

## Osobnosti města
- Philip Sidney (* 1554 - † 1586), anglický státnik, vojak a spisovatel
- Hendrik Lorentz (* 1853 – † 1928), nizozemský fyzik a nositel Nobelovy ceny
- M. C. Escher (* 1898 – † 1972), ninozemský výtvarník
- Audrey Hepburnová (* 1929 - † 1993), britská herečka a filantropka
- Rik Toonen (* 1954), nizozemský hráč vodního póla

## Partnerská města
- Airdrie, Skotsko
- Coventry, Spojené království (1958)
- Croydon, Spojené království (1985)
- Gera, Německo (1991)
- Hradec Králové, Česko (1992)
- Kimberley, Jihoafrická republika
- Villa El Salvador, Peru (1989)
- Wu-chan, Čína